# Киган, Крейг
Крейг Киган (англ. Craig Keegan; 6 апреля 1968, Берни, Тасмания — 15 февраля 2023) — австралийский хоккеист на траве, тренер. Олимпийский чемпион 2016 года как тренер.

## Биография
Крейг Киган родился 6 апреля 1968 года в австралийском городе Берни.
До 13 лет играл в австралийский футбол, но после травмы переключился на хоккей на траве. Играл за сборную Тасмании. В 1994 году перебрался в Англию, где первоначально не собирался продолжать карьеру и даже не взял с собой форму, однако по приглашению друга, тренировавшего «Бедфорд», перешёл в эту команду, а затем выступал за «Бистон».
Окончив курсы подготовки учителей в Трент-колледже в Лонг-Итоне, стал работать тренером. В 2008 году был назначен главным тренером центра национальных достижений в Лафборо. Работал со сборными Англии среди юношей и девушек. В 2012 году во главе сборной Англии среди юниорок до 21 года завоевал бронзовые медали чемпионата Европы. В 2013 году был назначен ассистентом главного тренера женских сборных Великобритании и Англии.
Впоследствии стал главным тренером женской сборной Великобритании. В 2016 году привёл её к золотым медалям летних Олимпийских игр в Рио-де-Жанейро.
После Олимпиады вернулся в Австралию, но вскоре снова уехал в Англию. Работал заместителем директора университета Дерби по спорту.
Умер 15 февраля 2023 года от острого лимфобластного лейкоза, с которым боролся в течение полутора лет.